# آلبرت منیفولد
آلبرت منیفولد، (به انگلیسی: Albert Manifold) (زاده ۱۹۶۳) کارآفرین، بازرگان و مدیر ارشد اجرایی ایرلندی است، که در حال حاضر به‌عنوان مدیر عامل اجرایی شرکت سی‌آراچ فعالیت می‌کند.